# Chavenay
 Chavenay  es una población y comuna francesa, en la región de Isla de Francia, departamento de Yvelines, en el distrito de Saint-Germain-en-Laye y cantón de Saint-Nom-la-Bretèche.

## Demografía
| 705 | 614 | 1442 | 1629 | 1727 | 1752 |
| Para los censos de 1962 a 1999 la población legal corresponde a la población sin duplicidades (Fuente: INSEE [Consultar]) |     |      |      |      |      |